# Hiroyuki Sakashita
Hiroyuki Sakashita (6 maggio 1959) è un ex calciatore giapponese, di ruolo difensore.

## Statistiche

### Presenze e reti nei club
| Stagione | Squadra      | Campionato | Campionato | Campionato |
| Stagione | Squadra      | Comp       | Pres       | Reti       |
| -------- | ------------ | ---------- | ---------- | ---------- |
| 1982     | Fujita Kogyo | JSL        | 13         | 0          |
| 1983     | Fujita Kogyo | JSL1       | 18         | 0          |
| 1984     | Fujita Kogyo | JSL1       | 18         | 0          |
| 1985-86  | Fujita       | JSL1       | 22         | 0          |
| 1986-87  | Fujita       | JSL1       | 22         | 0          |
| 1987-88  | Fujita       | JSL1       | 22         | 2          |
| 1988-89  | Fujita       | JSL1       | 22         | 3          |
| 1989-90  | Fujita       | JSL1       | 21         | 0          |
|          | Totale       |            | 158        | 5          |
| 1990-91  | Yomiuri      | JSL1       | 3          | 0          |
|          | Totale       |            | 3          | 0          |